# Купрешанин, Милан
Милан Купрешанин (Медак, близ Госпича, 2 октября 1911 — Загреб, 20 апреля 2005) — участник Народно-освободительной войны Югославии, генерал-полковник Югославской народной армии, национальный герой Югославии.

## Биография

Знаки различия генерал-полковника ЮНА.

Родился в деревне Медак, недалеко от Госпича в крестьянской семье. Начальную школу окончил в родной деревне, а среднюю школу — в Госпиче. До начала Второй мировой войны состоял на государственной службе в Чазме и Вировитице в сфере финансов. 
После Апрельской войны 1941 года и капитуляции югославской армии, в которую он был мобилизован, вернулся на родину, где связался с членами Коммунистической партии Югославии и включился в подготовку вооружённого восстания. В начале августа 1941 года возглавил атаку повстанческих сил на усташско-жандармский гарнизон в селе Медак. После этого по поручению Ликского окружного комитета Хорватской коммунистической партии он занялся созданием более сильных воинских частей из повстанческих сил. В это время из бойцов Госпичского района был сформирован партизанский батальон «Велебит», командиром которого был назначен Купрешанин. В качестве представителя округа Госпич он принял участие в совещании военных делегатов партизанских отрядов из районов Лика и Боснийской Краины, состоявшемся 31 августа 1941 года в освобожденном Дрваре, а также на совещании военных делегатов партизанских отрядов Лики 21 сентября 1941 года под Каменско (у Плешивицы), где принимались важные решения по развитию вооружённой борьбы в Лике и Боснийской Краине. 
Когда в октябре 1941 г. в районе Госпича был сформирован Первый партизанский отряд «Лика» численностью около 2000 бойцов, его командиром был назначен Милан Купрешанин. В то же время он был принят в члены Коммунистической партии Югославии (КПЮ). Под его командованием в конце 1941 года был создан отряд, который в начале 1942 года успешно предотвратили нападения итальянцев, усташей и четников на освобожденную партизанами территорию и разрушил железнодорожную линию между Госпичем и Грачацем. В декабре 1941 года его направили на партийные курсы при районном комитете Коммунистической партии Хорватии в Лике, которые проходили в Трнаваце. Когда в конце того же месяца итальянские войска прорвались из Врховины в сторону Кореницы, он встретил их с группой курсантов в Шияновом ущелье. В том бою был ранен. 
Летом 1942 года командовал временной боевой группой под названием «Сводный отряд», которая действовала в западной Лике, имея особую военно-политическую задачу — усилить участие хорватского населения этой части Лики в Народно-освободительном движении (НОД). В сентябре 1942 года, когда Главный штаб Хорватской народно-освободительной армии сформировал Третью ударную бригаду «Лика», Милан Купрешанин был назначен её командиром. В конце того же месяца он со своей бригадой разгромил четников в селе Радуч, а несколько дней спустя — усташей в селе Рыбник, а затем занял Брушане и Лички-Нови. Это были значительные успехи вновь сформированной бригады и её командира, за что их поздравил партизанский Генеральный штаб в Хорватии. После этого бригада продолжала добиваться новых успехов — в районе Грачаца она разгромила полк четников «Вождь Карагеоргий», а затем по приказу Верховного штаба НОВ и ПОЯ переместилась на участок Босанско-Грахово, где в ноябре 1942 г. она действовала под командованием Штаба Второй Пролетарской дивизии. Вернувшись в Лику в декабре 1942 года, бригада успешно атаковала вражеские гарнизоны между Грачацем и Ловинацем. 
Во время Битвы на Неретве бригада вела бои с превосходящими итальянскими силами у Плочанского ущелья и в районе Горни-Лапаца. В результате упорной обороны партизан, периодических контратак и заброски их частей сил в тыл противник понёс серьёзные потери и не смог быстро прорваться на освобождённую территорию Лики. Во всех этих сражениях Милан проявил себя как умелый командир. В знак уважение к его личным заслуге Главный штаб Армии национального освобождения присвоил бригаде звание «ударной бригады». 
В конце марта 1943 года он был назначен начальником штаба Первого хорватского национально-освободительного ударного корпуса. Сразу после этого, в конце марта — начале апреля 1943 года, он командовал временной оперативной группой «Гацко» и с ней добился значительных успехов в долине реки Гацко. Затем он занимал должности командующего штабом оперативного сектора Книн и командующего недавно сформированной 19-й Северодалматинской дивизией, а затем начальника штаба 8-го Далматинского корпуса, в составе которого отличился в боях за освобождение Далмации. 
Перед самым окончанием войны он вместе с группой других партизанских офицеров был направлен в Советский Союз, где прошёл девятимесячный курс в Высшей военной академии имени К. Е. Ворошилова в Москве. После войны окончил оперативный курс в Высшей военной академии Югославской народной армии. 
Был главой Военной миссии Югославской народной армии в Народной Республике Албании. В этот период стремился убедить албанское руководство в необходимости объединения в Балканскую федерацию, где главенствующее значение играла бы Югославия. О его деятельности в своих воспоминаниях «Титовцы» неоднократно с осуждением вспоминал лидер албанских коммунистов Энвер Ходжа, который противостоял альянсу с Югославией, отчасти из националистических побуждений, отчасти зная о разногласиях между Тито и Сталиным, которые постепенно переросли в кризис советско-югославских отношений. В конце концов, в Албании возобладали сторонники Сталина, которые расправились со сторонниками проюгославской политики, и Купрешанин был вынужден покинуть страну.
После возвращения в Югославию служил в должности командующего армией, командующего военным округом, помощника государственного секретаря по национальной обороне и начальником тыла Югославской народной армии (ЮНА).
В 1971 году вышел на пенсию в звании генерал-полковника. После этого он некоторое время был председателем Республиканского комитета Социалистического союза трудового народа Хорватии и председателем Ассоциации офицеров запаса Хорватии. Был избран членом Центрального Комитета Союза коммунистов Хорватии, а также был членом Совета Федерации.  
Умер 20 апреля 2005 г. и был похоронен в Гробнице национальных героев на загребском кладбище Мирогой.

## Награды
Имел следующие награды:
- Партизанский памятный знак 1941 года,
- Орден Военного флага,
- Орден Партизанской Звезды I степени,
- Орден Братства и единства I степени,
- Орден «За храбрость»,
- Орден Народного героя и др.[1]